# Nicolaas van de Vecht
Nicolaas Johannes van de Vecht (Abcoude, 12 oktober 1886 - Velsen, 10 augustus 1941) was een Nederlandse aquarellist, tekenaar en lithograaf.
Hij was een leerling aan de Kunstnijverheidsschool Quellinus Amsterdam en de Rijksschool voor Kunstnijverheid Amsterdam. Naast aquarelleren, tekenen en lithograferen was hij boekbandontwerper
Hij had ook een reputatie als typograaf. Dit uitte zich in het ontwerp van een postzegel die deel uit ging maken van een serie van vier die in 1923 verscheen naar aanleiding van een door de PTT uitgeschreven prijsvraag. Van de Vecht was verantwoordelijk voor het ontwerp van een waardecijfer '4' in een ruitvorm.

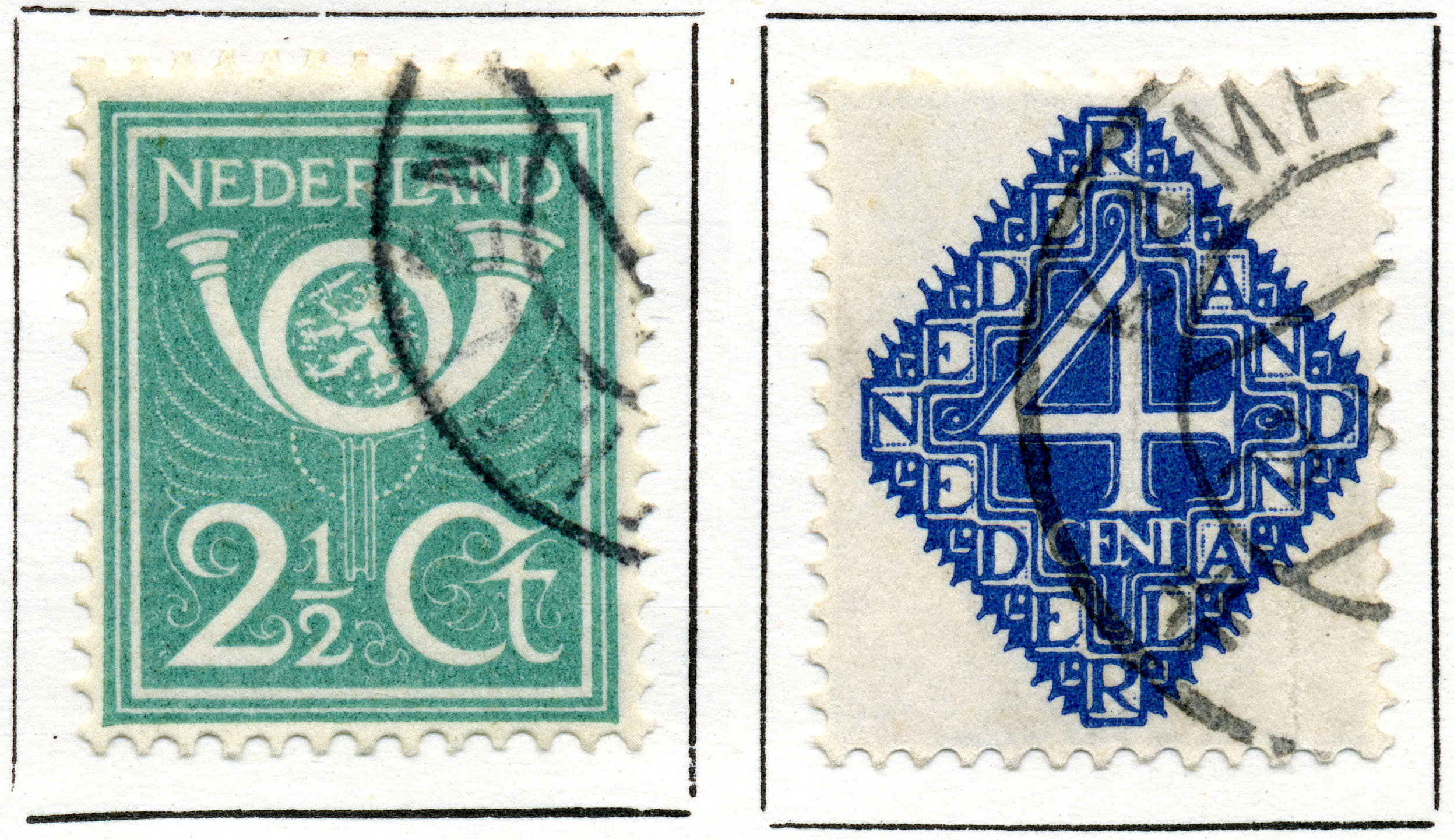
De zegel met het cijfer 4 is ontworpen door N.J. van de Vecht (1923)
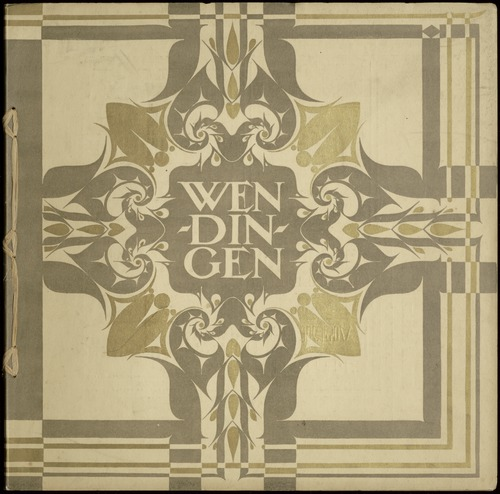
Omslag van Wendingen (1928)
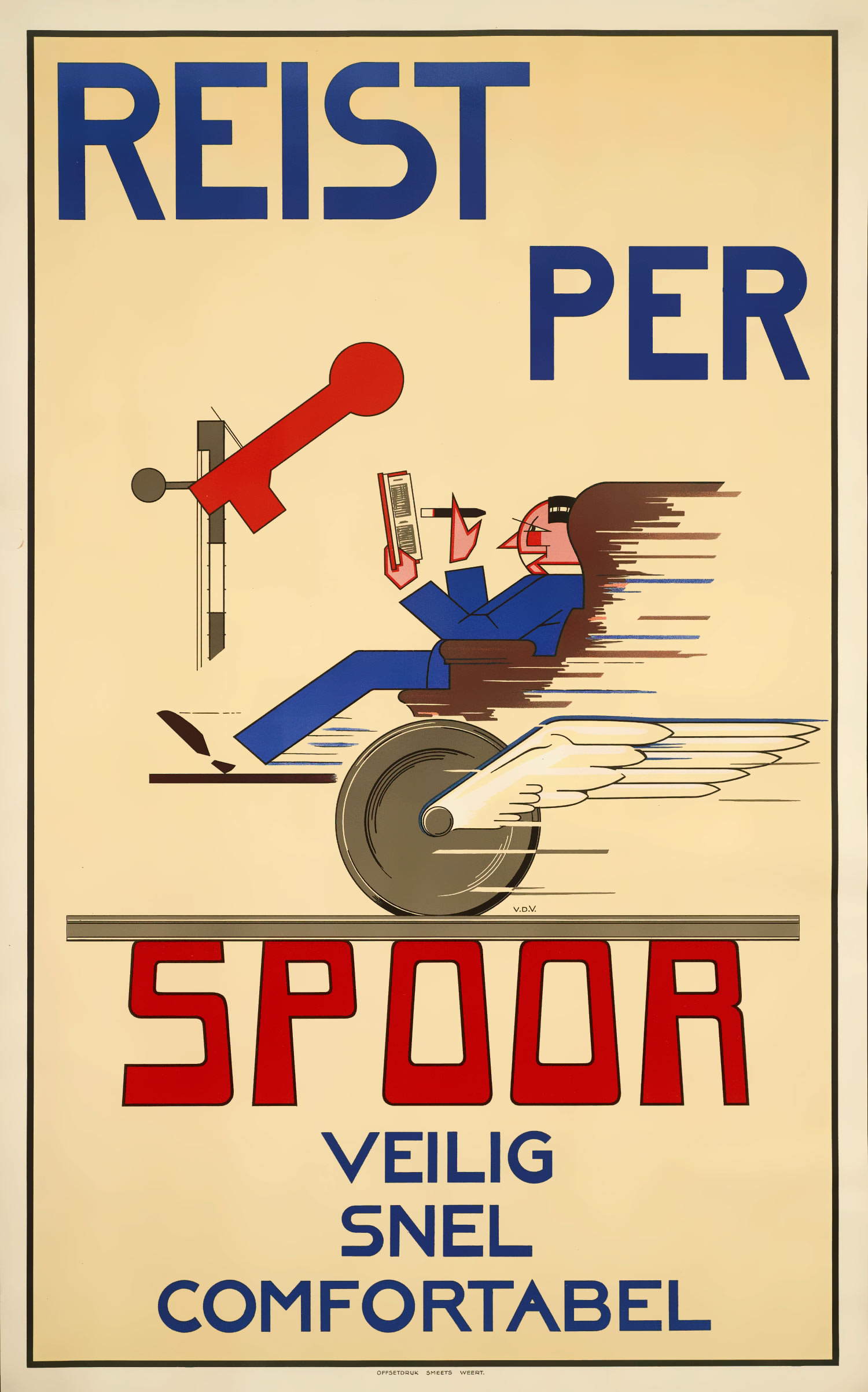
Affiche voor de Spoorwegen (ca. 1932)
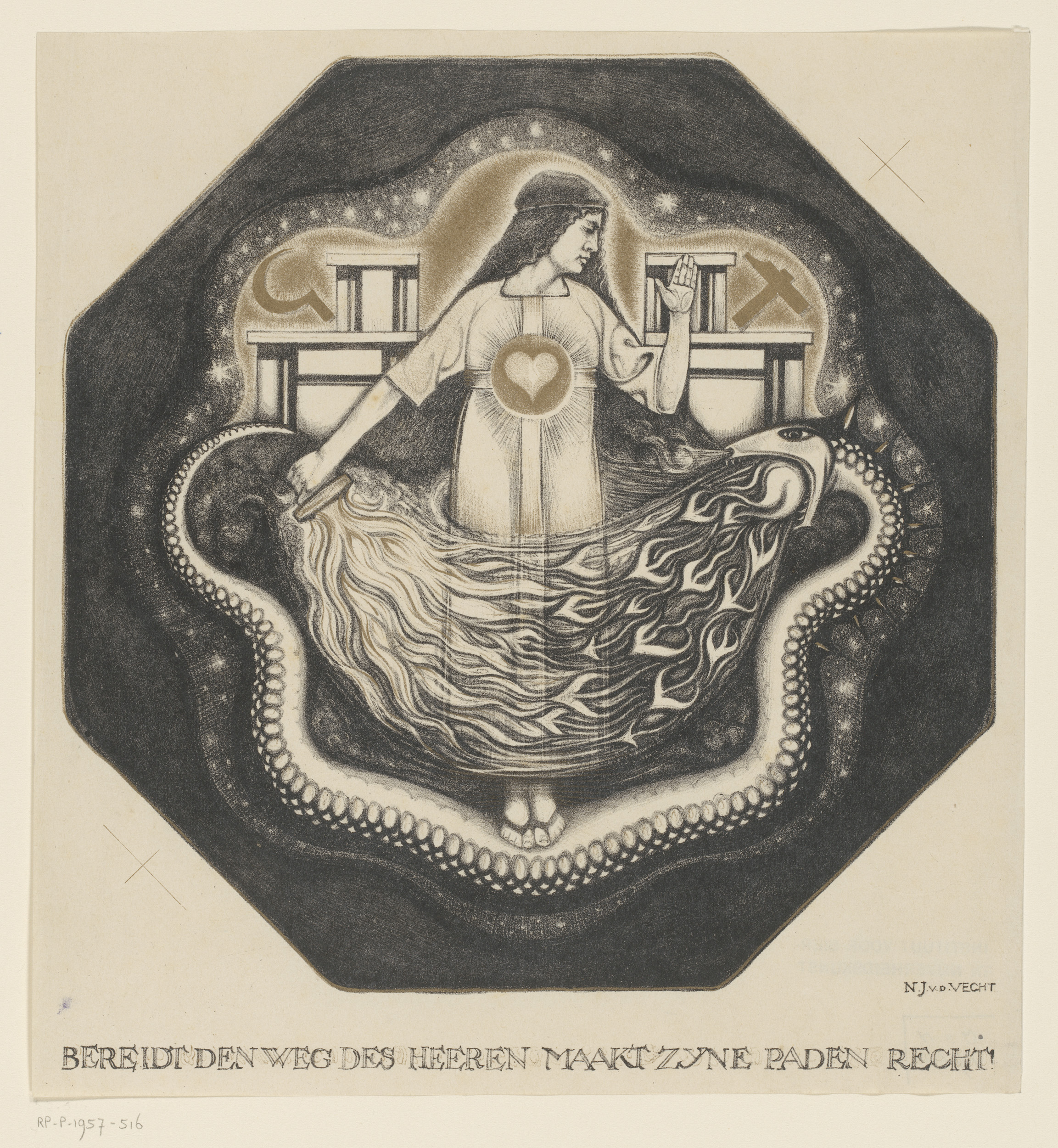
Vrouw met hart en fakkel op vuurspuwende slang
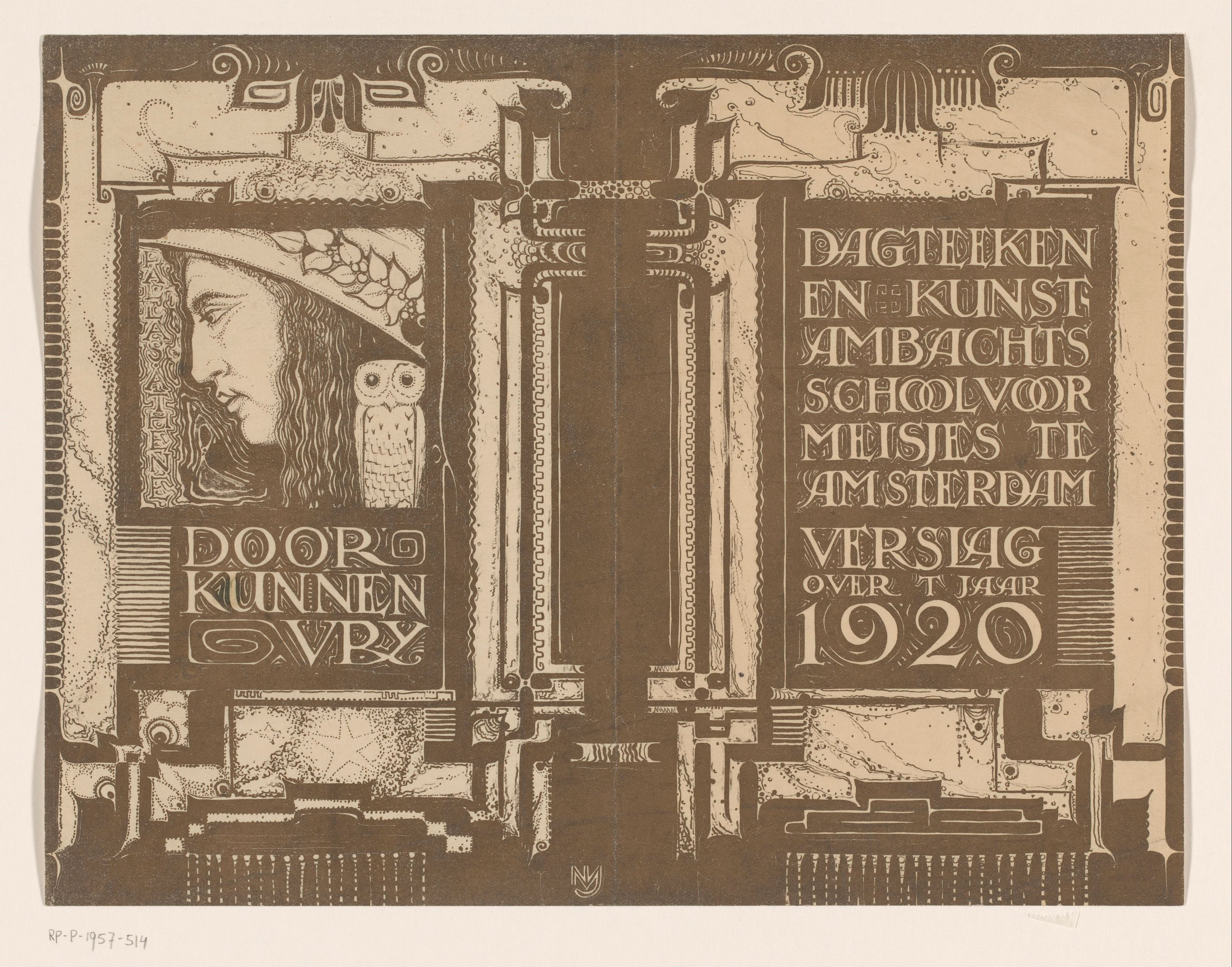
Verslag der Dagteeken- en Kunstambachtschool voor Meisjes te Amsterdam over het jaar 1920

- Biografisch Portaal: 50936394
- International Standard Name Identifier: 0000 0001 2356 9847
- Library of Congress Control Number: no2020108651
- Nationale Bibliotheek van Israël: 987009046158305171
- Nederlandse Thesaurus van Auteursnamen: 072039329
- RKD-Nederlands Instituut voor Kunstgeschiedenis: 87425
- Union List of Artist Names: 500177173
- Virtual International Authority File: 173452573